# George Hay, 3. Earl of Kinnoull
George Hay, 3. Earl of Kinnoull (* nach 1622; † um 20. November 1649 in Earl’s Palace, Birsay, Orkney), war ein schottischer Adliger und Royalist.

## Leben
Er entstammte einer Nebenlinie des Clan Hay und war der älteste Sohn des George Hay, 2. Earl of Kinnoull († 1644), aus dessen im September 1622 geschlossener Ehe mit Lady Anne Douglas († 1667), Tochter des William Douglas, 7. Earl of Morton.
Wie sein Vater stand er im Bürgerkrieg loyal auf Seiten des Königs. Er schloss sich dem royalistischen Heer unter James Graham, 1. Marquess of Montrose, an, der den Krieg nach Schottland trug, und nahm unter diesem im September 1644 wahrscheinlich an den Schlachten von Tippermuir und Aberdeen teil. Beim Tod seines Vaters erbte er im Oktober 1644 dessen Adelstitel als 3. Earl of Kinnoull, 3. Viscount (of) Dupplin und 3. Lord Hay of Kinfauns. Auf Bitten seiner Mutter ging der junge Earl dann offenbar nach Frankreich, wo er Aufnahme bei seinem Verwandten, James Hay, 2. Earl of Carlisle, fand. Im August 1649 hielt er sich zeitweise bei Elisabeth Stuart, Königinwitwe von Böhmen, in den Niederlanden auf.
Im September 1649 kehrte er nach Schottland zurück und landete er mit hundert dänischen Soldaten und achtzig Offizieren auf Orkney, wo er begann Soldaten für eine Wiederaufnahme des Kampfes unter dem Marquess of Montrose anzuwerben und auszubilden. Er wurde dabei von seinem Onkel Robert Douglas, 8. Earl of Morton, unterstützt, der auf Orkney große Ländereien besaß. Archibald Campbell, 9. Earl of Argyll, sandte ihm Waffen und Munition. Allerdings starb am 12. November 1649 sein Onkel, der Earl of Morton, und wenig später, um den 20. November 1649 starb auch der Earl of Kinnoull.
Da er unverheiratet und kinderlos blieb, fielen alle seine Adelstitel und Besitzungen an seinen Bruder William Hay als 4. Earl of Kinnoull.